# Charsznica (gmina)
Charsznica est une gmina rurale du powiat de Miechów, Petite-Pologne, dans le sud de la Pologne. Son siège est le village de Charsznica, qui se situe environ 10 km au nord-ouest de Miechów et 39 km au nord de la capitale régionale Cracovie.
La gmina couvre une superficie de 78,28 km2 pour une population de 7 796 habitants.

## Géographie
La gmina inclut les villages de Charsznica, Chodów, Ciszowice, Dąbrowiec, Jelcza, Marcinkowice, Podlesice, Pogwizdów, Swojczany, Szarkówka, Tczyca, Uniejów-Kolonia, Uniejów-Parcela, Uniejów-Rędziny, Wierzbie et Witowice.
La gmina borde les gminy de Gołcza, Kozłów, Książ Wielki, Miechów, Wolbrom et Żarnowiec.